# 오자키 유지
오자키 유지(일본어: 尾崎 雄二, 1985년 9월 29일 ~ )는 일본의 전 축구 선수이다.

## 구단 경력
과거 파지아노 오카야마에서 활동하였다.